# Gros (Einheit)
Das (der) Gros war ein französisches Gewichtsmaß in Frankreich und in der Schweiz.
Man unterschied in drei Gewichtsgruppen, die sich vom Pfund ableiteten:
- Schwergewicht oder Gros poids,
- Markgewicht oder Poids de marc und
- Leichtgewicht oder Petit poids.

Diese standen im Verhältnis von Schwergewicht = 1: Markgewicht = 1 ⅛: Leichtgewicht = 1 1/5.
Die Unze wurde mit 8 Gros gerechnet. In der Schweiz war das Gros als Quentchen bekannt. Das Gros hatte ein Gewicht um 4 Gramm.
Als Apothekergewicht war es seit 1732 bekannt und das Gros nannte man auch Drachmen. Unterschiedliche Gewichte waren das Kennzeichen des Maßes bis zur Einführung des Kilogrammes um 1802. Jetzt hatte das Pfund 500 Gramm, so dass die Unze 32 Gramm und das Gros 4 Gramm hatte. Das Gran rundete man von 0,0531 auf 0,05 Gramm auf. Lange wurde aber noch nach dem alten Maß in Apotheken gewogen auf 12 Unzen-Grundlage pro 357,8538 Gramm Handelspfund.

## Schwergewicht
- 1 Pfund = 18 Unzen = 432 Deniers (Pfennig) = 10.368 Grän/Grain = 550,6941 Gramm

## Leichtgewicht
- 1 Pfund = 15 Unzen = 360 Deniers (Pfennig) = 8.640  Grän/Grain = 458,9117 Gramm

Verwendung für Seide
Markgewicht
- 1 Pfund = 16 Unzen = 384 Deniers (Pfennig) = 9216 Grän/Grain 489,5058 Gramm

Das Handelsgewicht, auch als Pariser Markgewicht (Poids de marc), bezeichnet, war das Maß für den Großhandel. Ausgang war das Pfund mit 489,5058 Gramm
Die Maßkette war
- 1 Pfund = 2 Mark = 4 Quarterons = 16 Unzen = 128 Gros = 9216 Grän
- 1 Gros = 3,90625 Gramm[2]

## Gold- und Silbergewicht
Das Gros war auch ein französisches Gold- und Silbergewicht.
- 1 Gros = 2 ½ Esterlins = 5 Mailles = 10 Felins
  - 1 Esterlin = 2 Mailles = 4 Fellins
- 1 Gros = 1/64 Mark